# スペインの大聖堂

大司教区ごとに50県を色分けした地図。色が濃いのは大司教区座がある県

スペインにおけるローマ・カトリック教会の大聖堂を一覧する。
スペイン・カトリック教会の首位聖職者とされるのはトレド大司教である。なお、バルセロナのサグラダ・ファミリアは大聖堂ではなく教区教会である。

## 大司教区の一覧
- サンティアゴ・デ・コンポステーラ大司教区
- オビエド大司教区
- パンプローナ＝トゥデラ大司教区
- サラゴサ大司教区
- バルセロナ大司教区
- タラゴナ大司教区
- バレンシア大司教区
- バリャドリッド大司教区
- ブルゴス大司教区
- マドリード大司教区
- トレド大司教区（英語版）
- メリダ＝バダホス大司教区
- セビリア大司教区
- グラナダ大司教区

## 大聖堂の一覧
| 大司教区                                 | 大聖堂                                     | 所在地                                                             |
| ---------------------------------------- | ------------------------------------------ | ------------------------------------------------------------------ |
| サンティアゴ・デ・コンポステーラ大司教区 | サンティアゴ・デ・コンポステーラ大聖堂     | ガリシア州サンティアゴ・デ・コンポステーラ                         |
| サンティアゴ・デ・コンポステーラ大司教区 | フェロル大聖堂                             | ガリシア州フェロル                                                 |
| サンティアゴ・デ・コンポステーラ大司教区 | ルーゴ大聖堂                               | ガリシア州ルーゴ                                                   |
| サンティアゴ・デ・コンポステーラ大司教区 | モンドニェード大聖堂                       | ガリシア州モンドニェード                                           |
| サンティアゴ・デ・コンポステーラ大司教区 | オウレンセ大聖堂                           | ガリシア州オウレンセ                                               |
| サンティアゴ・デ・コンポステーラ大司教区 | トゥイ大聖堂                               | ガリシア州トゥイ                                                   |
| サンティアゴ・デ・コンポステーラ大司教区 | ビーゴ大聖堂                               | ガリシア州ビーゴ                                                   |
| オビエド大司教区                         | オビエド大聖堂                             | アストゥリアス州オビエド                                           |
| オビエド大司教区                         | アストルガ大聖堂                           | カスティーリャ・イ・レオン州アストルガ                             |
| オビエド大司教区                         | レオン大聖堂                               | カスティーリャ・イ・レオン州レオン                                 |
| オビエド大司教区                         | サンタンデール大聖堂                       | カンタブリア州サンタンデール                                       |
| パンプローナ＝トゥデラ大司教区           | パンプローナ大聖堂                         | ナバーラ州パンプローナ                                             |
| パンプローナ＝トゥデラ大司教区           | トゥデラ大聖堂                             | ナバーラ州トゥデラ                                                 |
| パンプローナ＝トゥデラ大司教区           | カラオラ大聖堂                             | ラ・リオハ州カラオラ                                               |
| パンプローナ＝トゥデラ大司教区           | ログローニョ大聖堂                         | ラ・リオハ州ログローニョ                                           |
| パンプローナ＝トゥデラ大司教区           | サント・ドミンゴ・デ・ラ・カルサーダ大聖堂 | ラ・リオハ州サント・ドミンゴ・デ・ラ・カルサーダ                   |
| パンプローナ＝トゥデラ大司教区           | ハカ大聖堂                                 | アラゴン州ハカ                                                     |
| パンプローナ＝トゥデラ大司教区           | サン・セバスティアン大聖堂                 | バスク州サン・セバスティアン                                       |
| サラゴサ大司教区                         | ヌエストラ・セニョーラ・デル・ピラール聖堂 | アラゴン州サラゴサ                                                 |
| サラゴサ大司教区                         | サルバドール・デ・サラゴサ大聖堂           | アラゴン州サラゴサ                                                 |
| サラゴサ大司教区                         | アルバラシン大聖堂                         | アラゴン州アルバラシン                                             |
| サラゴサ大司教区                         | バルバストロ大聖堂                         | アラゴン州バルバストロ                                             |
| サラゴサ大司教区                         | モンソン大聖堂                             | アラゴン州モンソン                                                 |
| サラゴサ大司教区                         | ウエスカ大聖堂                             | アラゴン州ウエスカ                                                 |
| サラゴサ大司教区                         | ローダ・デ・イサベナ大聖堂                 | アラゴン州イサベナ                                                 |
| サラゴサ大司教区                         | タラソナ大聖堂                             | アラゴン州タラソナ                                                 |
| サラゴサ大司教区                         | テルエル大聖堂                             | アラゴン州テルエル                                                 |
| バルセロナ大司教区                       | サンタ・エウラリア大聖堂                   | カタルーニャ州バルセロナ                                           |
| バルセロナ大司教区                       | サン・ファリウ・ダ・リュブラガート大聖堂   | カタルーニャ州サン・ファリウ・ダ・リュブラガート                   |
| バルセロナ大司教区                       | タラサ大聖堂                               | カタルーニャ州タラサ                                               |
| タラゴナ大司教区                         | タラゴナ大聖堂                             | カタルーニャ州タラゴナ                                             |
| タラゴナ大司教区                         | ジローナ大聖堂                             | カタルーニャ州ジローナ                                             |
| タラゴナ大司教区                         | ラ・セウ・ドゥルジェイ大聖堂               | カタルーニャ州ラ・セウ・ドゥルジェイ                               |
| タラゴナ大司教区                         | 旧リェイダ大聖堂                           | カタルーニャ州リェイダ                                             |
| タラゴナ大司教区                         | 新リェイダ大聖堂                           | カタルーニャ州リェイダ                                             |
| タラゴナ大司教区                         | スルゾーナ大聖堂                           | カタルーニャ州スルゾーナ                                           |
| タラゴナ大司教区                         | トゥルトーザ大聖堂                         | カタルーニャ州トゥルトーザ                                         |
| タラゴナ大司教区                         | ビック大聖堂                               | カタルーニャ州ビック                                               |
| バレンシア大司教区                       | バレンシア大聖堂                           | バレンシア州バレンシア                                             |
| バレンシア大司教区                       | アリカンテ大聖堂                           | バレンシア州アリカンテ                                             |
| バレンシア大司教区                       | カステリョン・デ・ラ・プラナ大聖堂         | バレンシア州カステリョン・デ・ラ・プラナ                           |
| バレンシア大司教区                       | オリウエラ大聖堂                           | バレンシア州オリウエラ                                             |
| バレンシア大司教区                       | セゴルベ大聖堂                             | バレンシア州セゴルベ                                               |
| バレンシア大司教区                       | パルマ大聖堂                               | バレアレス諸島州パルマ・デ・マヨルカ                               |
| バレンシア大司教区                       | シウタデリャ・デ・メノルカ大聖堂           | バレアレス諸島州シウタデリャ・デ・メノルカ                         |
| バレンシア大司教区                       | イビサ大聖堂                               | バレアレス諸島州エイビッサ                                         |
| バリャドリッド大司教区                   | バリャドリッド大聖堂                       | カスティーリャ・イ・レオン州バリャドリッド                         |
| バリャドリッド大司教区                   | アビラ大聖堂                               | カスティーリャ・イ・レオン州アビラ                                 |
| バリャドリッド大司教区                   | シウダ・ロドリーゴ大聖堂                   | カスティーリャ・イ・レオン州シウダ・ロドリーゴ                     |
| バリャドリッド大司教区                   | 旧サラマンカ大聖堂                         | カスティーリャ・イ・レオン州サラマンカ                             |
| バリャドリッド大司教区                   | 新サラマンカ大聖堂                         | カスティーリャ・イ・レオン州サラマンカ                             |
| バリャドリッド大司教区                   | セゴビア大聖堂                             | カスティーリャ・イ・レオン州セゴビア                               |
| バリャドリッド大司教区                   | サモーラ大聖堂                             | カスティーリャ・イ・レオン州サモーラ                               |
| ブルゴス大司教区                         | ブルゴス大聖堂                             | カスティーリャ・イ・レオン州ブルゴス                               |
| ブルゴス大司教区                         | オスマ大聖堂                               | カスティーリャ・イ・レオン州ブルゴ・デ・オスマ＝シウダ・デ・オスマ |
| ブルゴス大司教区                         | パレンシア大聖堂                           | カスティーリャ・イ・レオン州パレンシア                             |
| ブルゴス大司教区                         | ソリア大聖堂                               | カスティーリャ・イ・レオン州ソリア                                 |
| ブルゴス大司教区                         | ビルバオ大聖堂                             | バスク州ビルバオ                                                   |
| ブルゴス大司教区                         | 旧ビトリア大聖堂                           | バスク州ビトリア＝ガステイス                                       |
| ブルゴス大司教区                         | 新ビトリア大聖堂                           | バスク州ビトリア＝ガステイス                                       |
| マドリード大司教区                       | 旧マドリード大聖堂                         | マドリード州マドリード                                             |
| マドリード大司教区                       | アルムデナ大聖堂                           | マドリード州マドリード                                             |
| マドリード大司教区                       | アルカラ・デ・エナーレス大聖堂             | マドリード州アルカラ・デ・エナーレス                               |
| マドリード大司教区                       | ヘタフェ大聖堂                             | マドリード州ヘタフェ                                               |
| トレド大司教区                           | トレド大聖堂                               | カスティーリャ＝ラ・マンチャ州トレド                               |
| トレド大司教区                           | アルバセテ大聖堂                           | カスティーリャ＝ラ・マンチャ州アルバセテ                           |
| トレド大司教区                           | シウダ・レアル大聖堂                       | カスティーリャ＝ラ・マンチャ州シウダ・レアル                       |
| トレド大司教区                           | クエンカ大聖堂                             | カスティーリャ＝ラ・マンチャ州クエンカ                             |
| トレド大司教区                           | グアダラハラ大聖堂                         | カスティーリャ＝ラ・マンチャ州グアダラハラ                         |
| トレド大司教区                           | シグエンサ大聖堂                           | カスティーリャ＝ラ・マンチャ州シグエンサ                           |
| メリダ＝バダホス大司教区                 | バダホス大聖堂                             | エストレマドゥーラ州バダホス                                       |
| メリダ＝バダホス大司教区                 | メリダ大聖堂                               | エストレマドゥーラ州メリダ                                         |
| メリダ＝バダホス大司教区                 | コリア大聖堂                               | エストレマドゥーラ州コリア                                         |
| メリダ＝バダホス大司教区                 | カセレス大聖堂                             | エストレマドゥーラ州カセレス                                       |
| メリダ＝バダホス大司教区                 | 旧プラセンシア大聖堂                       | エストレマドゥーラ州プラセンシア                                   |
| メリダ＝バダホス大司教区                 | 新プラセンシア大聖堂                       | エストレマドゥーラ州プラセンシア                                   |
| セビリア大司教区                         | セビリア大聖堂                             | アンダルシア州セビリア                                             |
| セビリア大司教区                         | カディス大聖堂                             | アンダルシア州カディス                                             |
| セビリア大司教区                         | コルドバ大聖堂                             | アンダルシア州コルドバ                                             |
| セビリア大司教区                         | ウエルバ大聖堂                             | アンダルシア州ウエルバ                                             |
| セビリア大司教区                         | ヘレス大聖堂                               | アンダルシア州ヘレス・デ・ラ・フロンテーラ                         |
| セビリア大司教区                         | ラス・パルマス大聖堂                       | カナリア諸島州ラス・パルマス・デ・グラン・カナリア                 |
| セビリア大司教区                         | サン・クリストバル・デ・ラ・ラグーナ大聖堂 | カナリア諸島州サン・クリストバル・デ・ラ・ラグーナ                 |
| セビリア大司教区                         | セウタ大聖堂                               | セウタ                                                             |
| グラナダ大司教区                         | グラナダ大聖堂                             | アンダルシア州グラナダ                                             |
| グラナダ大司教区                         | アルメリア大聖堂                           | アンダルシア州アルメリア                                           |
| グラナダ大司教区                         | バサ大聖堂                                 | アンダルシア州バサ                                                 |
| グラナダ大司教区                         | グアディクス大聖堂                         | アンダルシア州グアディクス                                         |
| グラナダ大司教区                         | ハエン大聖堂                               | アンダルシア州ハエン                                               |
| グラナダ大司教区                         | マラガ大聖堂                               | アンダルシア州マラガ                                               |
| グラナダ大司教区                         | ムルシア大聖堂                             | ムルシア州ムルシア                                                 |
| グラナダ大司教区                         | カルタヘナ大聖堂                           | ムルシア州カルタヘナ                                               |

## ギャラリー

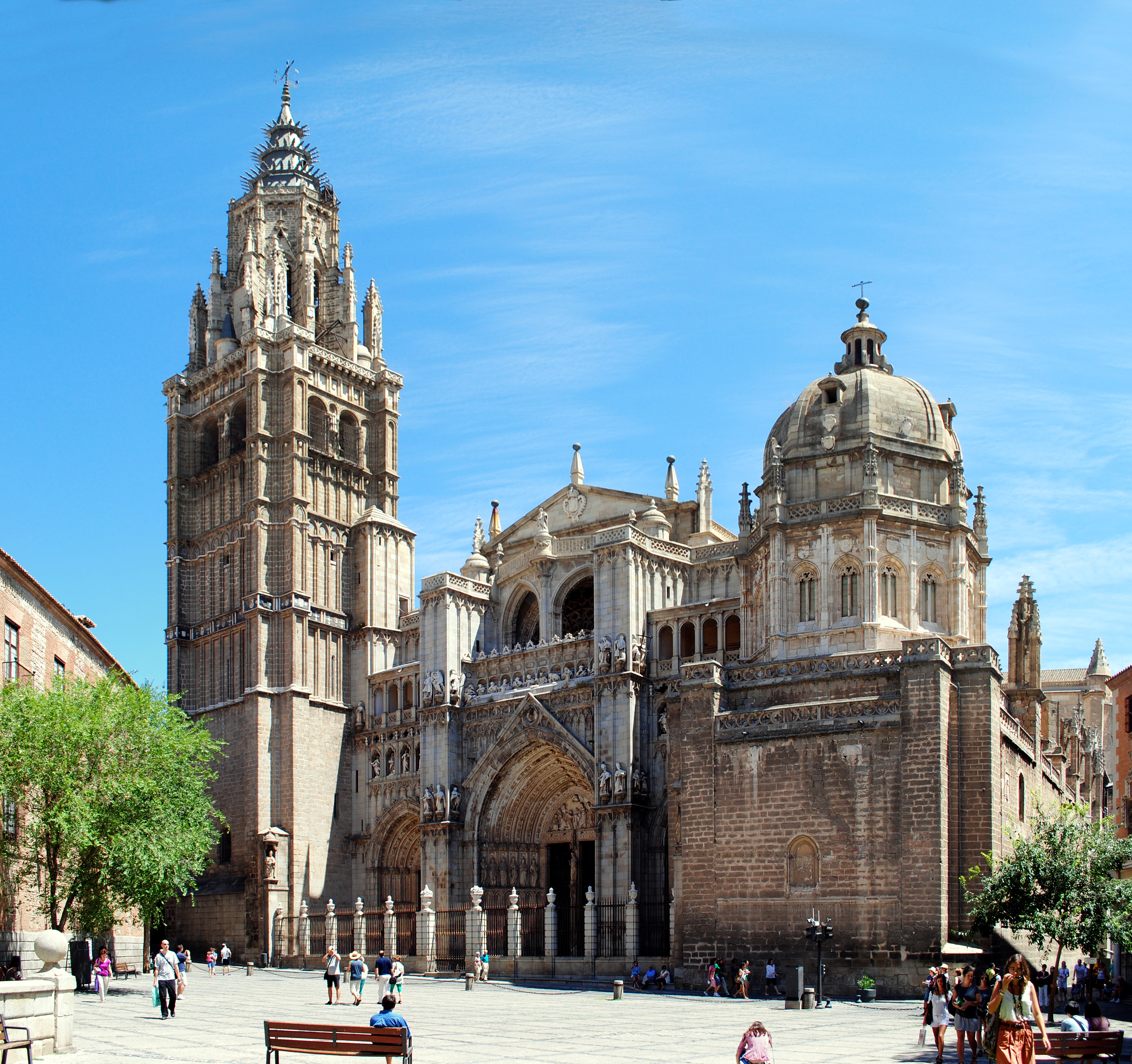
スペイン・カトリック教会の首位聖職者がいるトレド大聖堂
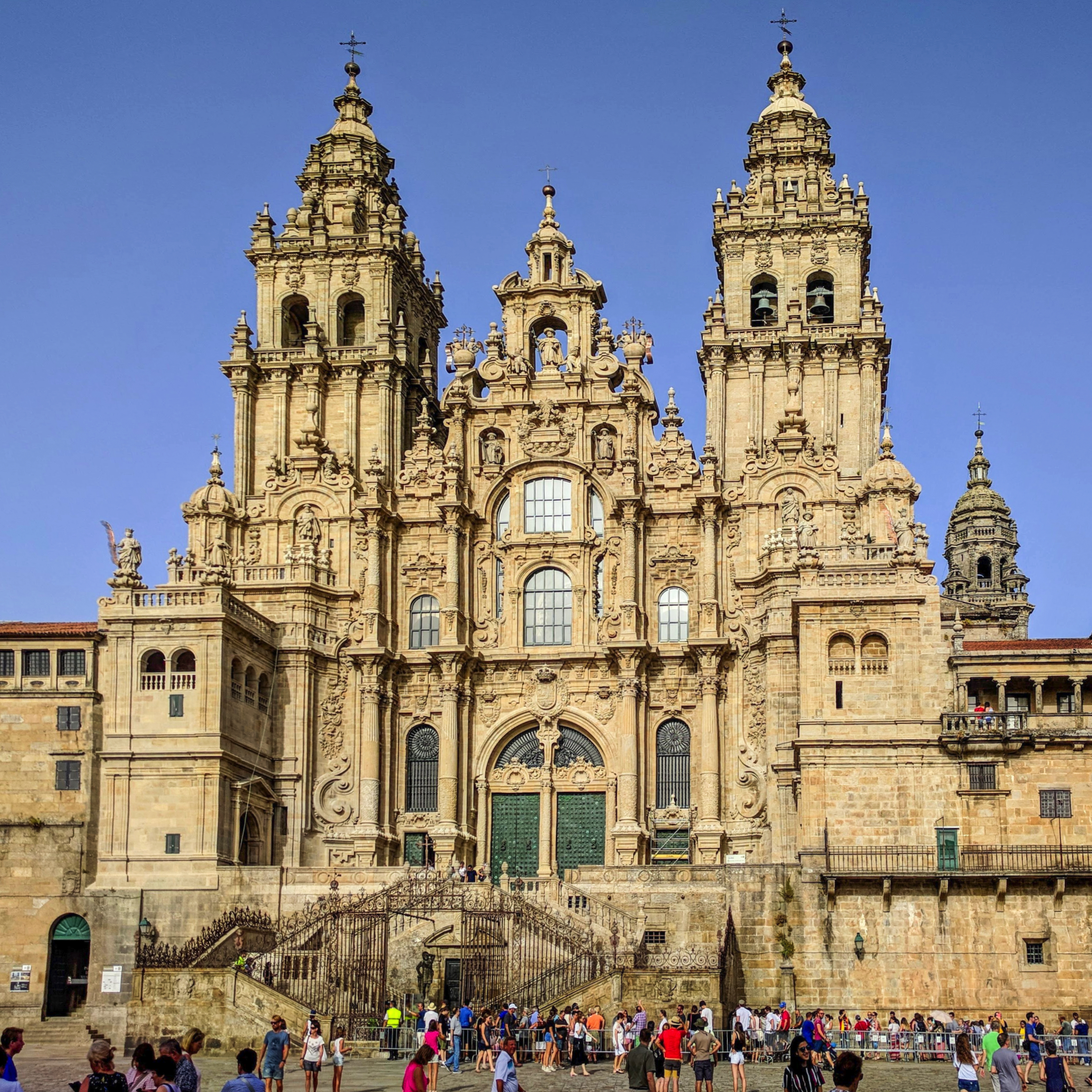
礼拝者数が多いサンティアゴ・デ・コンポステーラ大聖堂
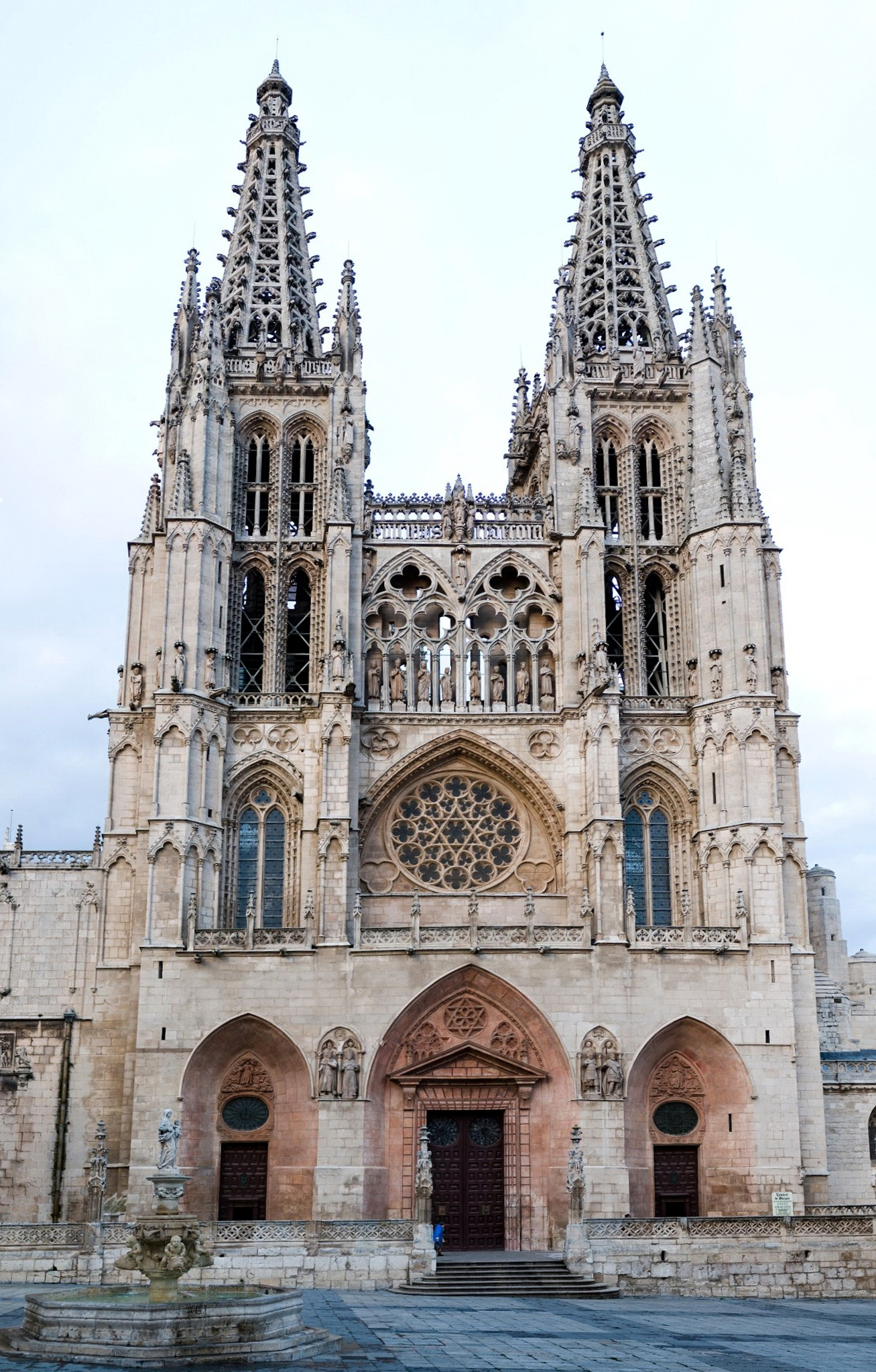
単独で世界遺産に登録されているブルゴス大聖堂
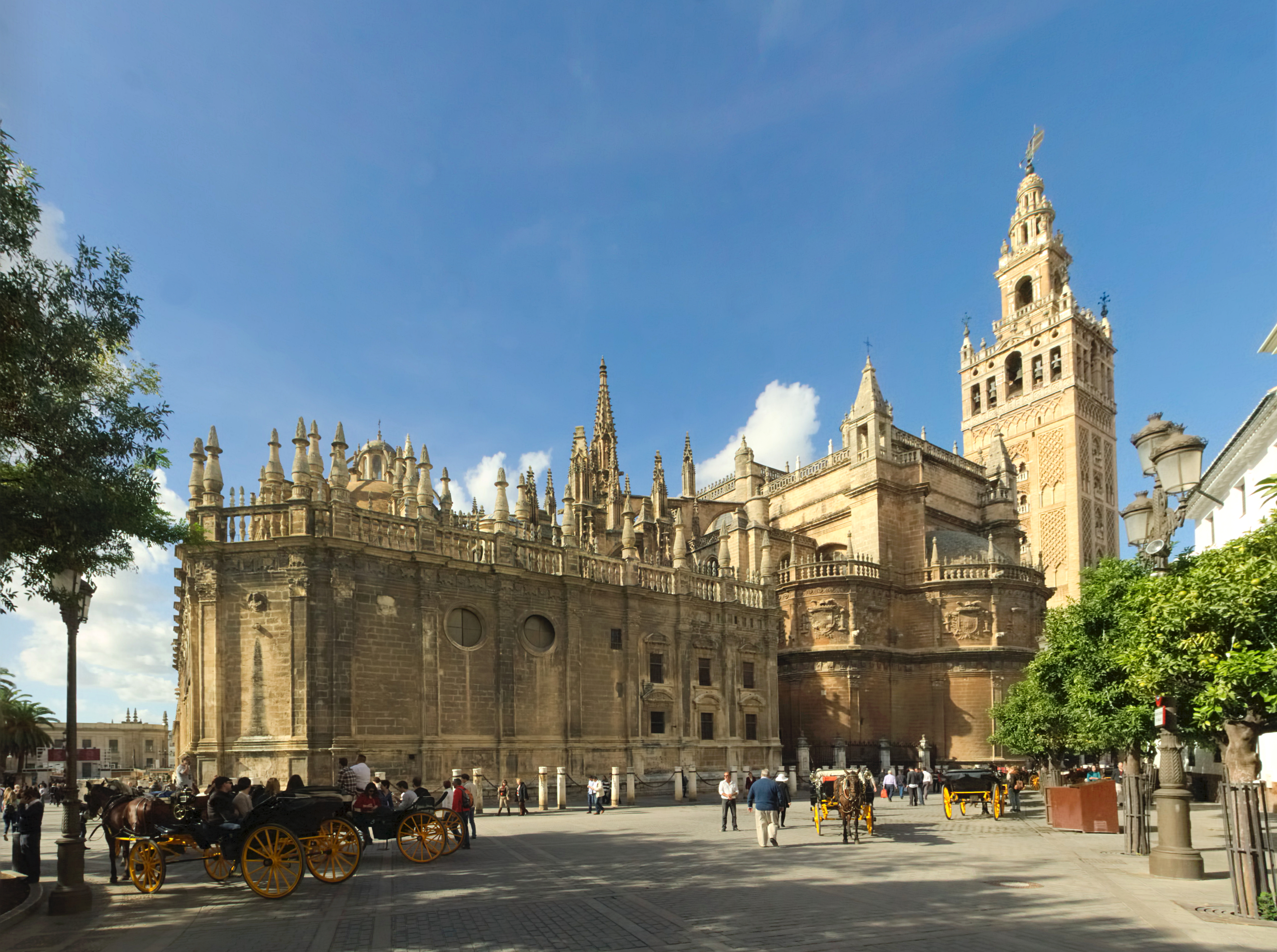
スペイン最大の大きさを持つセビリア大聖堂